# Andrew Scott
Andrew Scott (ur. 21 października 1976 w Dublinie) – irlandzki aktor filmowy, telewizyjny i teatralny.

## Życiorys
Urodził się w rodzinie rzymskokatolickiej jako syn Nori i Jima Scotta. Dorastał z dwiema siostrami, starszą i młodszą. Jego ojciec pracował w agencji zatrudnienia, a jego matka była nauczycielką w szkole średniej. Uczęszczał do jezuickiej szkoły dla chłopców Gonzaga College w południowej części Dublina. 
Od ósmego roku życia brał udział w lekcjach teatru dziecięcego w szkole Anne Kavanagh. Występował w teatrze młodzieżowym i był w dwóch reklamach dla telewizji irlandzkiej. W wieku siedemnastu lat został wybrany do głównej roli jako młody lider w uznanym irlandzkim filmie Korea. W tym samym czasie zapisał się do Kolegium Trójcy Świętej w Dublinie, aby uzyskać dyplom z teatru, ale zrezygnował sześć miesięcy później. Grał w czterech spektaklach na scenie Abbey Theatre.
Na początku 2000 przeprowadził się do Londynu, aby zagrać drugoplanową rolę Johna Campbella w filmie telewizyjnym Channel 4 Długość geograficzna (Longitude) z udziałem Michaela Gambona i Jeremy’ego Ironsa. W 2005 został uhonorowany Laurence Olivier Award za rolę Alexa w sztuce A Girl in a Car with a Man na scenie The Royal Court. 
W biograficznym dramacie telewizyjnym produkcji BBC Four Lennon: Naga prawda (2010) wcielił się w postać Paula McCartneya. Kreacja Jima Moriarty’ego, antagonisty tytułowego bohatera, w serialu BBC Sherlock (2010–2017) przyniosła mu nagrody - BAFTA (2012) i IFTA Film & Drama (2013). Był też obsadzony w komedii The Stag (2013) w roli Davina i komediodramacie historycznym Dumni i wściekli (2014) jako Gethin.
W filmie z serii o Jamesie Bondzie Spectre (2015) wcielił się w postać Maxa Denbigha, natomiast w familijnym filmie fantasy Alicja po drugiej stronie lustra (2016) wystąpił jako Addison Bennett.
W 2013, w rozmowie z „The Independent” przyznał, że jest osobą homoseksualną.

## Filmografia

### Filmy fabularne
- 1998: Szeregowiec Ryan (Saving Private Ryan) jako żołnierz na plaży
- 2000: Długość geograficzna (Longitude, TV) jako John Campbell
- 2013: The Stag jako Davin
- 2013: Locke jako Donal
- 2014: Klub Jimmy’ego (Jimmy's Hall) jako ojciec Seamus
- 2014: Dumni i wściekli (Pride) jako Gethin
- 2015: Spectre jako C (Max Denbigh)
- 2016: Piękny drań (Handsome Devil) jako Dan Sherry
- 2016: Alicja po drugiej stronie lustra (Alice Through the Looking Glass) jako Addison Bennett
- 2019: 1917 jako porucznik Leslie

### Seriale TV
- 2001: Kompania braci (Band of Brothers) jako szeregowiec John „Cowboy” Hall
- 2008: John Adams jako William S. Smith
- 2008: Detektyw Foyle (Foyle's War) jako James Devereaux
- 2010–2017: Sherlock jako James „Jim” Moriarty
- 2011: Czas prawdy (The Hour) jako Adam Le Ray
- 2017: Wielka szóstka (Big Hero 6: The Series) jako Obake (głos)
- 2019: Czarne lustro (Black Mirror) jako Chris G
- 2019: Współczesna dziewczyna (Fleabag) jako ksiądz